# Шайтанка (Тавдинський міський округ)
Шайта́нка (рос. Шайтанка) — присілок у складі Тавдинського міського округу Свердловської області.
Населення — 5 осіб (2010, 20 у 2002).
Національний склад населення станом на 2002 рік: росіяни — 95 %.